# Maximilian Suppan
Maximilian Suppan (* 6. Oktober 2002) ist ein österreichischer Fußballspieler.

## Karriere
Suppan begann seine Karriere beim SV Thal. Im März 2018 spielte er erstmals für die Reserve von Thal in der 1. Klasse. Im April 2018 spielte er dann auch erstmals für die erste Mannschaft in der Oberliga. Bis zum Ende der Saison 2017/18 kam er zu sieben Einsätzen in der fünfthöchsten Spielklasse, aus der mit Thal jedoch abstieg. In der Unterliga kam er in Folge zu 32 Einsätzen, in denen er achtmal traf.
Zur Saison 2020/21 wechselte Suppan zum viertklassigen SV Frauental. Für Frauental kam er insgesamt zu 53 Einsätzen in der Landesliga, in denen der Angreifer zehn Tore machte. Zur Saison 2023/24 schloss er sich dem Regionalligisten ASK Voitsberg an. Für Voitsberg absolvierte er in jener Spielzeit alle 30 Spiele in der Regionalliga, dabei kam er auf sieben Treffer. Mit den Steirern stieg er als Meister der Regionalliga Mitte in die 2. Liga auf.
Sein Zweitligadebüt gab Suppan dann im August 2024, als er am ersten Spieltag der Saison 2024/25 gegen den SKU Amstetten in der 67. Minute für Martin Krienzer eingewechselt wurde.